# Bikini (atol)
Bikini (marsz. Pikinni) – atol w archipelagu Wysp Marshalla w łańcuchu Ralik Chain. Ma on powierzchnię około 6 km² i składa się z 36 wysepek, które otaczają lagunę o powierzchni 594 km².
Pierwszym Europejczykiem, który ujrzał atol (a następnie naniósł go na mapy) był w drugiej dekadzie XIX wieku rosyjski podróżnik i żeglarz Otto Kotzebue. Nazwał go atolem Eschscholtza – dla upamiętnienia niemieckiego przyrodnika Johanna Friedricha von Eschscholtza, który towarzyszył mu w jego pierwszej samodzielnej ekspedycji na wody Pacyfiku.
W latach 1946–1958 atol był miejscem prowadzenia przez Stany Zjednoczone ponad dwudziestu prób z bronią jądrową, w tym detonacji największej amerykańskiej bomby wodorowej (pod kryptonimem Castle Bravo).
Na czas prób jądrowych mieszkańcy Bikini zostali przeniesieni na atol Rongerik, skąd powrócili na swój rodzimy atol na przełomie lat 60. i 70. XX wieku. Potem jednak ponownie ich przesiedlono (w 1978) na wyspę Kili z uwagi na utrzymujące się skażenie gleby promieniotwórczym cezem, który wchłaniany przez palmy kokosowe stał się przyczyną chorób nowotworowych wśród mieszkańców wyspy, dla których orzech kokosowy stanowił podstawę diety. Skażenie pożywienia było także przyczyną większej umieralności wśród niemowląt. Za uszczerbek na zdrowiu Bikińczyków zapłacił rząd USA, któremu sąd wyznaczył karę 100 mln dolarów.
Podjęto także operację oczyszczania atolu, podczas której zebrano około 300 000 m³ radioaktywnej gleby. Organizacje ekologiczne nie mają dostępu do dokumentów zawierających dane z informacją dokąd przewieziono radioaktywną glebę.
W 1998 roku na wyspie Bikini (największej wyspie atolu) otwarto bazę nurkową, w której jednorazowo może przebywać 12 nurków. Opłaty za korzystanie z bazy wpływają do kasy wyspiarskiego rządu Bikini z siedzibą na wyspie Kili.
W wodach laguny spoczywa wiele wraków okrętów z okresu II wojny światowej zatopionych w 1946 roku w wyniku prób atomowych w ramach Operacji Crossroads, co stanowi wielką atrakcję dla amatorów nurkowania.
W 2010 roku atol Bikini został wpisany na listę światowego dziedzictwa UNESCO.
Na atolu znajduje się port lotniczy Bikini.